# Henk Rusman
Henricus Maria (Henk) Rusman (Hillegom, 30 oktober 1950) is een Nederlandse beeldhouwer.

## Leven en werk
Rusman werd opgeleid aan de Stadsacademie te Maastricht en daarna in dezelfde plaats aan de Jan van Eyck Academie. Na zijn studie vestigde hij zich omstreeks 1980 als beeldend kunstenaar in het Friese Oudebildtzijl. 
In diverse Friese plaatsen zijn beelden van hem in de openbare ruimte te vinden. Ter nagedachtenis aan de omgekomen sergeant Martijn Rosier, maakte hij een beeld, dat in 2009 werd onthuld in het gemeentehuis van het Bildt te Sint Annaparochie. 
Voor het Jabikspaad maakte hij een markering, die het startpunt aangeeft van de route bij de Grote Kerk in Sint Jacobiparochie. In deze kerk maakte hij het lichtwerk Projectie van de melkweg, eveneens als verwijzing naar de pelgrimsroute het Jabikspaad.

## Werken in de openbare ruimte (selectie)
- Zonder titel (1984), Wassenaarsstraat, Sint Annaparochie
- De Kaatsbal (1987), Hertog van Saxenlaan/P.J. Troelstraweg, Franeker
- De gelaagdheid van turf (1989), Aldewei in Drachtstercompagnie
- Markering pelgrimsroute (1998), Oosteinde, Sint Jacobiparochie
- Noorderzon (2000), Kwelderweg, Kollum / Kollumerpomp
- Monument voor de fruitteelt (2002), Notarisappel/Tulpappel in Sint Annaparochie
- Helling (2004), Stiens
- Brug en bank (2005), Paesens

## Fotogalerij

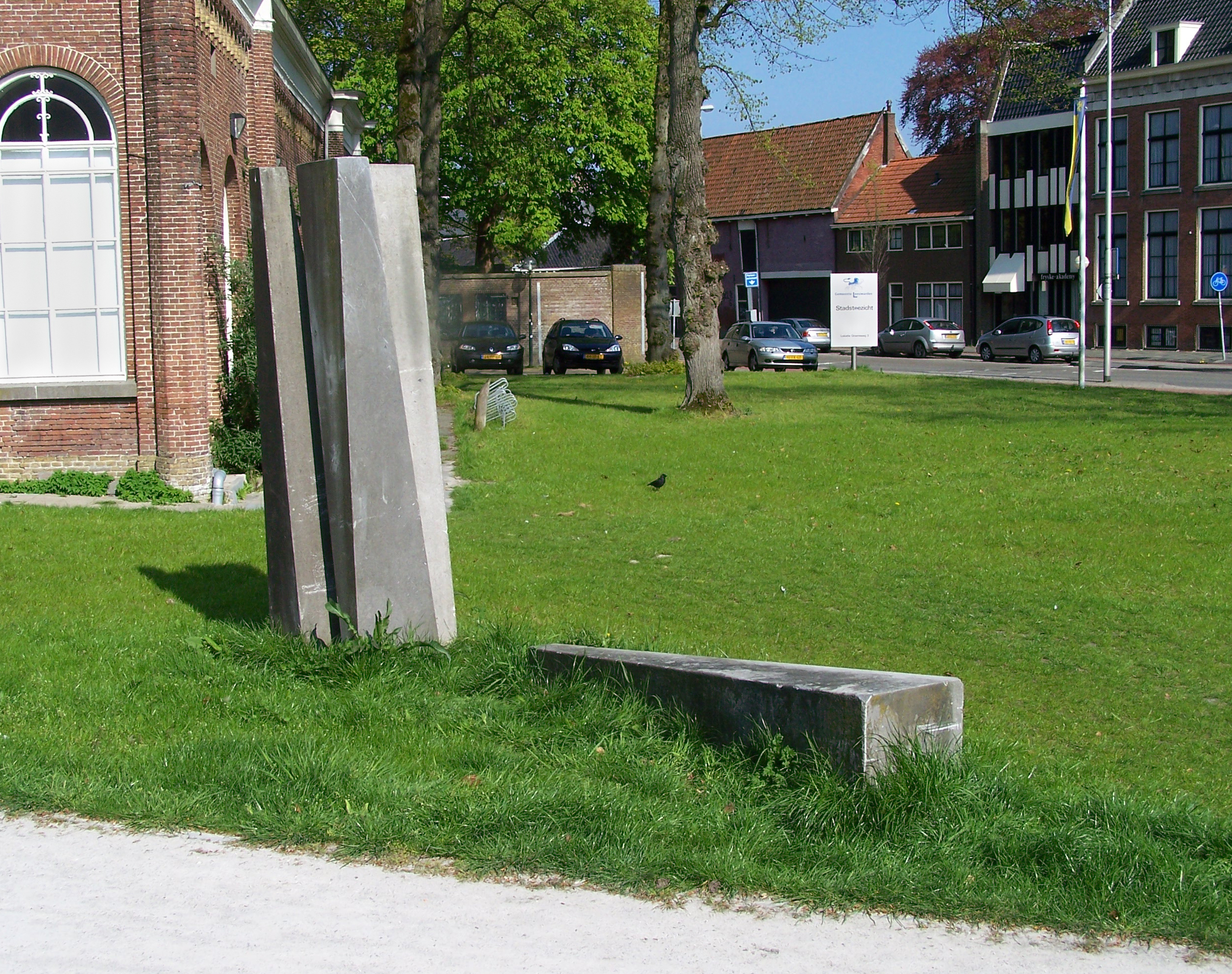
Centrumbeeld (1982), Leeuwarden
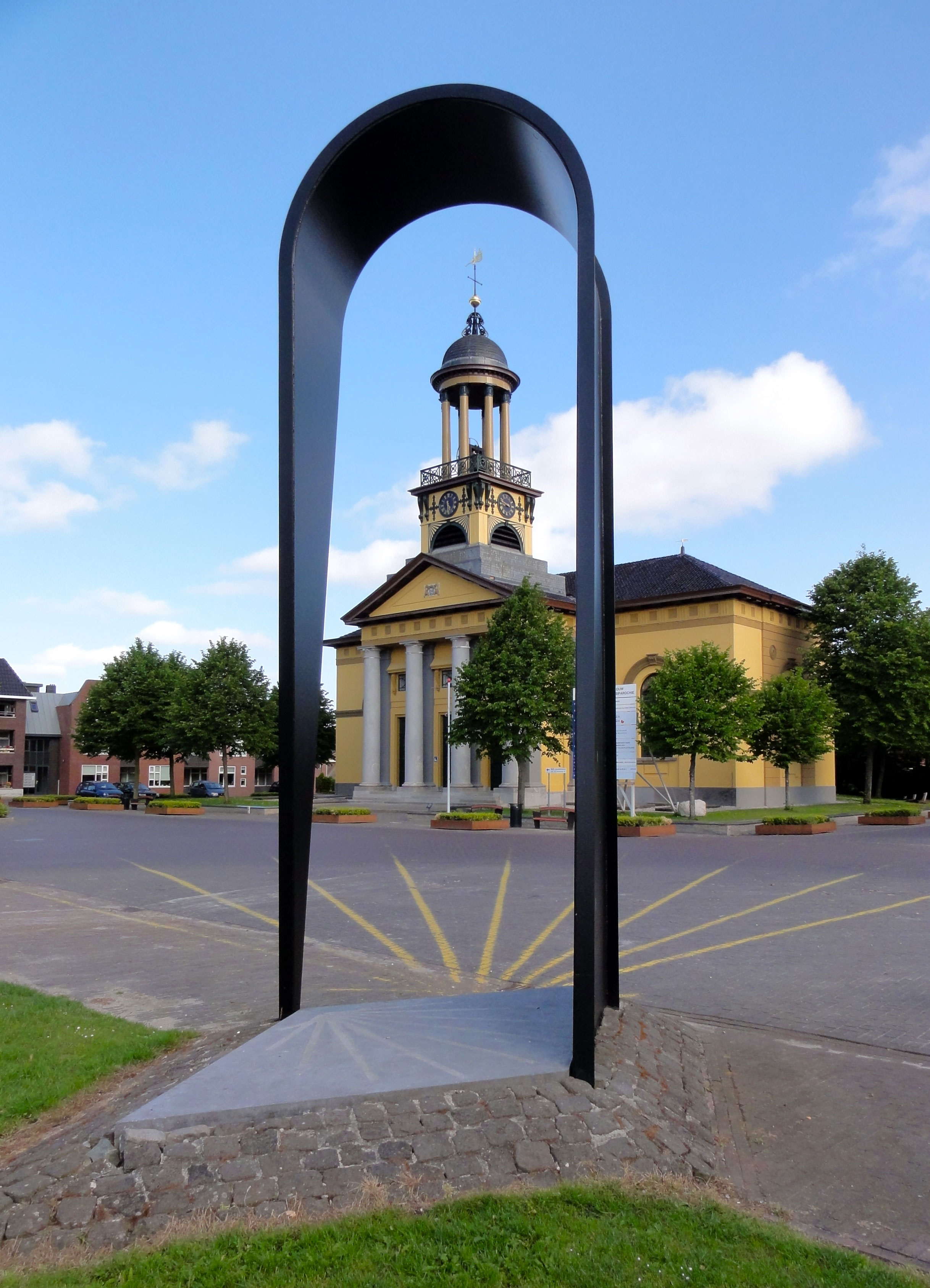
Markering pelgrimsroute, Sint-Jacobiparochie
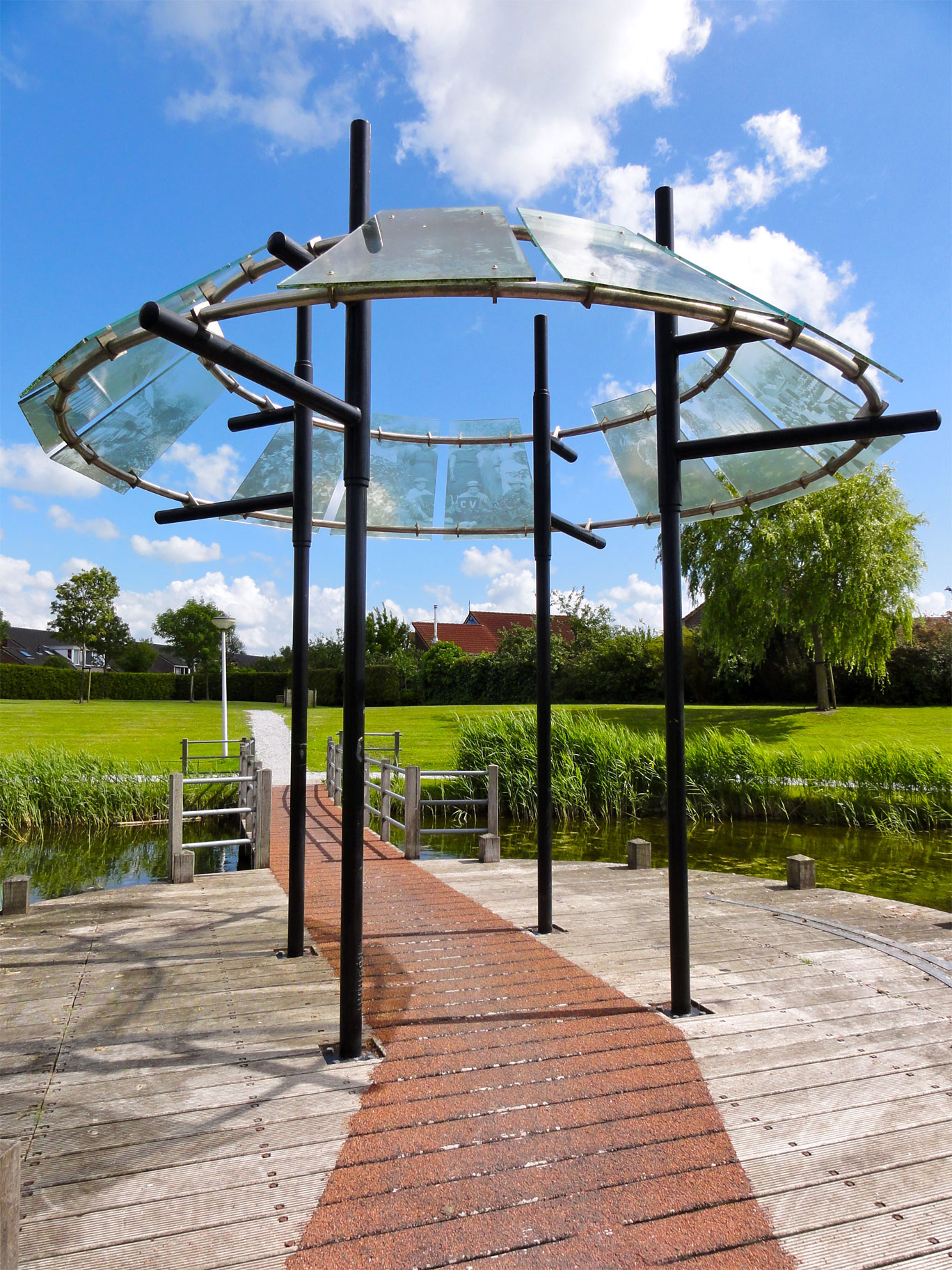
Monument voor de fruitteelt, Sint-Annaparochie
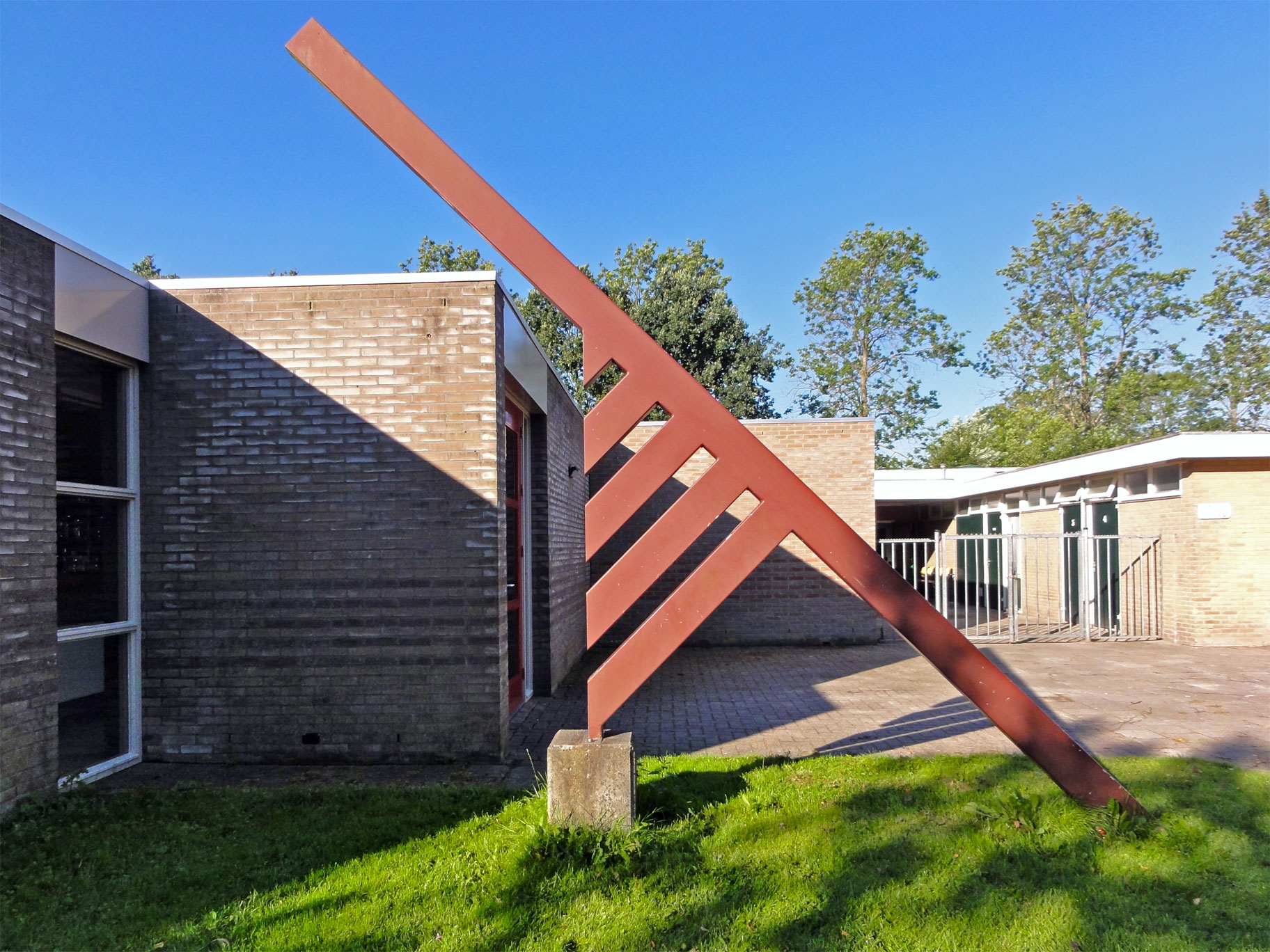
Zonder titel, Eestrum